# 垂直離着陸機一覧
垂直離着陸機の一覧を示す。

## アメリカ合衆国
- コンベア XFY-1 ポゴ：1954年初飛行、テイルシッター方式。
- ベル モデル65（英語版）：1954年初飛行、ティルトジェット方式。
- トランセンデンタル モデル1-G（英語版）：1954年初飛行、ティルトローター方式。
- ロッキード XFV-1 サーモン：1955年初飛行、テイルシッター方式。
- ライアン X-13 バーティジェット：1955年初飛行、テイルシッター方式。
- ベル XV-3：1955年初飛行、ティルトローター方式。
- ベル X-14：1957年初飛行、推力偏向方式。
- ヒラー VZ-1 ポーニー（英語版）：1957年初飛行。
- ホットロッド（英語版）：無人機、1959年初飛行、オライオン計画の実験機。
- ライアン VZ-3：1958年初飛行、推力偏向方式。
- ドーク VZ-4（英語版）：1958年初飛行、ダクテッドファン方式。
- バートル VZ-2：1959年初飛行、ティルトウイング方式。
- フェアチャイルド VZ-5（英語版）：1959年初飛行、ティルトウイング方式。
- クライスラー・VZ-6：1959年初飛行。
- ヒラー X-18：1959年初飛行、ティルトウイング方式。
- カーチス・ライト X-100：1959年初飛行、ティルトローター方式。
- ヴァンガード オムニプレーン：1959年地上試験、ダクテッドファン方式[1]。
- ヒラー VXT-8：1950年代開発中止、テイルシッター方式。
- カマン K-16：1960年地上試験、ティルトウイング方式。
- ベル D-188：1961年開発中止、ティルトジェット/リフトエンジン方式。
- ロッキード XV-4 ハミングバード（英語版）：1962年初飛行、リフトエンジン方式。
- パイアセッキ VZ-8 エアジープ（英語版）：1962年初飛行。
- カーチス・ライト X-19：1963年初飛行、ティルトローター方式。
- ライアン XV-5 バーティファン（英語版）：1964年初飛行、リフトファン方式。
- LTV XC-142：1964年初飛行、ティルトウイング方式。
- ベル LLRV/LLTV（英語版）：1964年初飛行、アポロ月着陸船の実験/訓練機。
- ベル X-22：1966年初飛行、ダクテッドファン方式。
- ギャレット STAMP（英語版）：1973年初飛行、推力偏向方式。
- シコルスキー S-72 Xウィング：1976年初飛行。
- NSRDC XBQM-108（英語版）：無人機、1976年初飛行、テイルシッター方式。
- ベル XV-15：1977年初飛行、ティルトローター方式。
- マクドネル・ダグラス AV-8B ハリアーII：1978年初飛行、推力偏向方式。
- ウィリアムズ X-ジェット：1970年代初飛行。
- グラマン ナットクラッカー：1970年代計画中止。
- ロックウェル XFV-12：1981年開発中止、オーギュメンター・ウイング方式。
- ベル/ボーイング V-22 オスプレイ：1989年初飛行、ティルトローター方式。
- マクドネル・ダグラス DC-X：無人機、1991年初飛行、テイルシッター方式。
- ベル モデル918 イーグル・アイ：無人機、1998年初飛行、ティルトローター方式。
- ボーイング X-32B：2000年初飛行、推力偏向方式。
- ロッキード・マーティン F-35B ライトニングII：2000年初飛行、リフトファン/推力偏向方式。正確にはSTOVL機。

- ボーイング X-50：無人機、2003年初飛行、カナード・ローター/ウィング方式。
- デュポン DP-1（英語版）：2007年初飛行、推力偏向方式。
- スペースX グラスホッパー：無人機、2012年初飛行、テイルシッタ―方式。
- NASA GL-10 グリースドライトニング：無人機、2014年初飛行、ティルトウィング方式。
- ベル V-280：開発中、2017年初飛行予定、ティルトローター方式。
- ベル/ボーイング V-44（英語版）：構想中、ティルトローター方式。
- アメリカン・ダイナミクス AD-150（英語版）：無人機、構想中、ティルトローター方式。
- NASA パフィン：構想中、テイルシッター方式。

## イギリス
- ロールス･ロイス 推力測定リグ（英語版）：1954年初飛行。
- ショート SC.1（英語版）：1957年初飛行、リフトエンジン方式。
- ホーカー・シドレー P.1127：1960年初飛行、推力偏向方式。
- ホーカー・シドレー P.1154：1965年開発中止、推力偏向方式。
- アームストロング・ホイットワース AW.681：1965年開発中止、推力偏向方式。
- ホーカー・シドレー ハリアー：実験機ケストレルは1964年、量産機は1966年初飛行、推力偏向方式。
- BAe シーハリアー：1978年初飛行、推力偏向方式。
- BAe ハリアーII：1985年初飛行、推力偏向方式。
- BAe P.1214-3：1980年代開発中止、推力偏向方式。

## カナダ
- アブロ・カナダ VZ-9 アブロカー（英語版）：1959年初飛行。
- カナディア CL-84 ダイナヴァート：1965年初飛行、ティルトウイング方式。
- モラー M400 スカイカー（英語版）：構想中、ダクテッドファン方式、スカイカーの一種。

## ドイツ
- フォッケ・アハゲリス Fa 269：1944年開発中止、ティルトローター方式。
- フォッケウルフ トリープフリューゲル：1944年構想のみ、テイルシッター方式。
- バッヘム Ba 349 ナッター：1945年初飛行、垂直離陸のみ。
- ハインケル ラーチェ：1945年開発中止、テイルシッター方式。
- ハインケル ヴェスペ：1945年開発中止、テイルシッター方式。
- EWR VJ 101：1967年初飛行、ティルトジェット/リフトエンジン方式。
- ドルニエ Do 31：1967年初飛行、推力偏向/リフトエンジン方式。
- VFW VAK 191B：1970年初飛行、推力偏向/リフトエンジン方式。
- Lilium Jet：2017年初飛行。

## フランス
- スネクマ C450 コレオプテール：1955年初飛行、テイルジェット方式。
- ダッソー/シュド バルザック V：1961年初飛行、リフトエンジン方式。
- ダッソー/シュド ミラージュIII V：1965年初飛行、リフトエンジン方式。
- アエロスパシアル N500：1968年初飛行、ダクテッドファン方式。

## ロシア/ソ連
- ヤコブレフ Yak-36：1963年初飛行、推力偏向方式。
- ヤコブレフ Yak-38：1971年初飛行、リフトエンジン/推力偏向方式。
- ヤコブレフ Yak-141：1987年初飛行、リフトエンジン/推力偏向方式。
- ヤコブレフ Yak-43（英語版）：1992年計画中止、リフトエンジン/推力偏向方式。

## 日本
- 航技研/富士重工 フライングテストベッド：1969年初飛行、リフトエンジン方式。
- 航技研 VTOL実験機：1970年代計画中止、リフトエンジン方式。
- 石田 TW-68：1993年計画中止、ティルトウイング方式。
- JAXA RTV：無人機、1999年初飛行、テイルシッター方式。
- JAXA ホルニッセ：開発中、2022年初飛行予定、リフトファン方式。
- テトラ・アビエーション Mk-5：2021年初飛行、リフトエンジン方式。

## ブラジル
- CTA コンヴェルティプラーノ（英語版）：1950年代初飛行、ティルトローター方式。

## イスラエル
- IAI パンサー（英語版）：無人機、2011年初飛行、ティルトローター方式。

## 国際共同
- アグスタウェストランド AW609：2003年初飛行、ティルトローター方式。
- アグスタウェストランド プロジェクト・ゼロ（英語版）：2011年初飛行、ダクテッドファン方式。
- アグスタウェストランド NGCTR：計画中、2020年代初飛行予定、ティルトローター方式。